# プロトン・アイリス
アイリス (IRIZ)は、プロトンが製造・販売しているBセグメント級のハッチバック型自動車である。

## 概要
2014年9月、プロトンの世界戦略車として発売を開始した。予約台数が1万7,000台に達した。
ライバル車としては「プロドゥア・マイヴィ」である。

## 車名
「アイリス (IRIZ)」は、英語で「虹彩」を意味する「iris」に由来する。車名を決める際にネーミングコンテストが開かれ、抽選の結果が「IRIZ」であった。